# Wapnowanie gleby

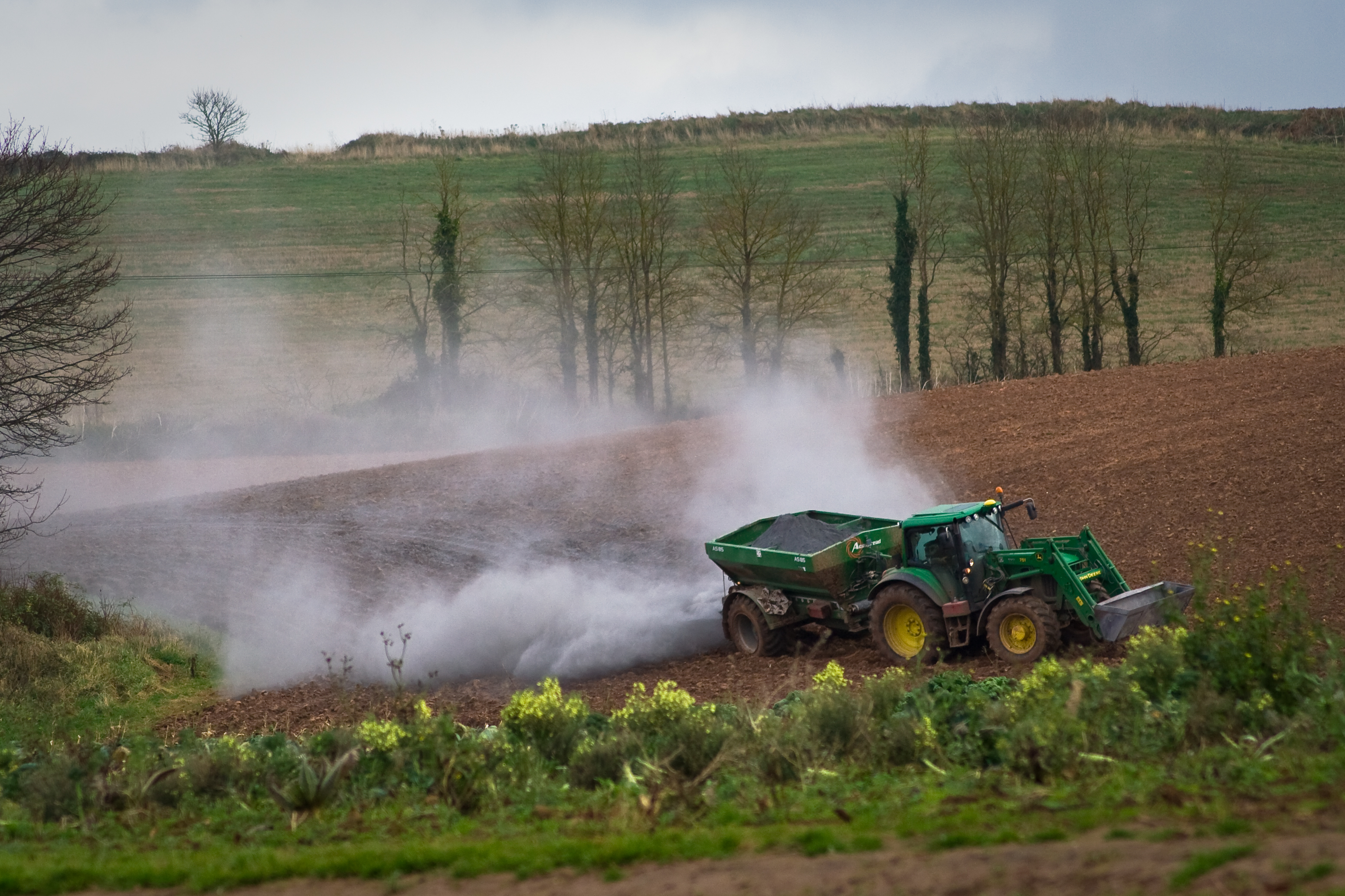
Wapnowanie gleby

Wapnowanie gleby – stosowanie nawozów wapniowych w celu odkwaszenia gleby oraz poprawienia jej właściwości fizycznych, chemicznych i biologicznych. 
W glebach kwaśnych fosfor pozostaje w postaciach trudno przyswajalnych dla roślin. Zabieg wapnowania gleb ułatwia roślinom pobieranie fosforu, będącego jednym z makroelementów wpływających na odpowiedni wzrost. W Polsce około połowy gleb użytkowanych rolniczo ma odczyn kwaśny lub bardzo kwaśny. W przypadku łąk wapnowanie nie wpływa znacząco na ilość plonu. Rośliny trawiaste dobrze rosną także na glebach kwaśnych. Jednak wapnowanie prowadzi do zwiększenia różnorodności gatunkowej łąk oraz obniżenia zawartości potasu, manganu i glinu w roślinach, co prowadzi do poprawy właściwości produkowanej paszy. Dodatkowym efektem wapnowania jest ograniczenie dostępności dla roślin jonów glinu, które są dla nich toksyczne. Dodatkowym efektem zmniejszenia ilości rozpuszczalnych związków glinu jest poprawa struktury gleby związana ze zmniejszeniem kleistości.
Efektem wapnowania jest też zmniejszenie przyswajania przez rośliny jonów kadmu, niklu i cynku, co umożliwia przywrócenie wartości użytkowej glebom skażonym tymi metalami. Podniesienie pH gleby prowadzi także do zwiększenia liczby mikroorganizmów w niej występujących.
Chociaż doświadczenia nie wykazały przyspieszenia mineralizacji azotu w wyniku wapnowania, to prowadzi ono do zwiększenia wychwytu azotu przez glebę.